# 北海道教育大学附属釧路義務教育学校
北海道教育大学附属釧路義務教育学校（ほっかいどうきょういくだいがくふぞくくしろぎむきょういくがっこう）は、北海道釧路市にある国立の義務教育学校。北海道教育大学の附属校の1校である。

## 概要
北海道教育大学附属釧路義務教育学校は，心身の発達に応じて，義務教育として行われる普通教育を基礎的なものから一貫して行うとともに、北海道教育大学の教育計画に従い，教育の理論及び実践に関する研究並びにその実証を行うこと、北海道教育大学学生の教育実習を行うことを任務としている。

## 沿革
出典: 

### 略歴
2021年、北海道教育大学附属釧路小学校と北海道教育大学附属釧路中学校との統合により設立された。小学校は当校前期課程、中学校はその後期課程となった。

### 年表
- 2021年4月1日 - 北海道教育大学附属釧路義務教育学校開校

## 教育目標
- 個性と協働性を尊重し，たくましく生きる人間

### 前期課程教育目標
出典: 
- あかるく　明るい、のびのび行動する子ども
- かしこく　創造性を生かし、自ら学ぼうとする子ども
- なかよく　仲間を大切にし、力を合わせる子ども
- たくましく　健康な体と強い意志で、ねばり強くやりぬく子ども

### 後期課程教育目標
出典: 
- たくましく生きる人間
- 創造することのできる人間
- 個性をつくりあげていく人間
- 共に高まろうとする人間
- 広く豊かな心をもつ人間

## 学校行事
出典: 
| - 4月 前期始業式・入学式 - 5月 - 6月 | - 7月 - 8月 - 9月 文化祭・体育祭・前期終業式 | - 10月 後期始業式 - 11月 - 12月 | - 1月 - 2月 - 3月 卒業式・終業式 |

## 部活動
出典: 

### 後期課程

#### 運動部
- サッカー部
- 陸上部
- バスケットボール部
- 剣道部

#### 文化部
- 吹奏楽部
- 美術部
- 科学部

## イベント
後期課程では「サンセットフェスティバル」という文化祭（学校祭）を2020年から行なっている。
釧路市出身のDJや同じく釧路出身で釧路市観光大使こと「れなち」などさまざまな有名人がステージで発表をする。また、ラーメンやカレーなどのキッチンカーが出店する。最後にはフィナーレとして花火が打ち上げられる。

## 所在地
前期課程
〒085-0805 北海道釧路市桜ヶ岡7丁目12-48
後期課程
〒085-0805 北海道釧路市桜ヶ岡7丁目12-2

## 交通
- くしろバス本社バス停よりくしろバス附属スクール線 15乗車「附属小学校」または「白樺入口」下車(休日など学休時は運休。)
- 北海道旅客鉄道JR北海道根室本線釧路駅よりくしろバス白樺春採ショッピングセンター線乗車「白樺ターミナル」下車
- 北海道旅客鉄道JR北海道根室本線釧路駅よりくしろバス白樺線(湖陵高校経由)乗車「白樺ターミナル」下車
- JR北海道根室本線釧路駅よりくしろバス白樺線 18（系統の1・2)(千代の浦）乗車「附属小学校」または「白樺入口」下車

## 著名な関係者

### 出身者
- 鈴木貴子（衆議院議員）：1998年3月、前身校の北海道教育大学附属釧路小学校を卒業[13]
- 秋葉令奈（アイドル、社長、釧路市観光大使）：2003年3月、前身校の北海道教育大学附属釧路中学校を卒業。youtubeの配信で自身の母校を明かす[14]。